# Ukusoma
Ukusoma es el término zulú para la simulación de relaciones sexuales también conocida como "sexo entre los muslos ", en la que a un hombre se le permite colocar su pene entre los muslos de su pareja, en lugar de en la vagina, mientras que las piernas de la mujer permanecen cruzadas para evitar la penetración. Otro término para ukusoma es ukuhlobonga o ukumentsha, descrito en el diccionario de 1861 por el clérigo John Colenso .   Esta práctica ha sido ampliamente difundida en todo el sur de África por parejas jóvenes.  El ukusoma tiene sus raíces en las normas culturales que valoraban la virginidad y la intimidad sin penetración. Las mujeres mayores solían instruir a las niñas sobre este tema para ayudarlas a equilibrar la curiosidad sexual y las expectativas morales.